# Barbara Castleton
Barbara Castleton (Little Rock, 14 settembre 1894 – Boca Raton, 23 dicembre 1978) è stata un'attrice statunitense.

## Filmografia
- The Ordeal, regia di Will S. Davis (1914)
- La figlia degli Dei (A Daughter of the Gods), regia di Herbert Brenon (1916)
- Her Good Name
- God's Man
- Sotto processo (On Trial), regia di James Young (1917)
- Parentage
- Sins of Ambition
- For the Freedom of the World
- Empty Pockets, regia di Herbert Brenon (1918)
- Vengeance, regia di Travers Vale (1918)
- The Heart of a Girl, regia di John G. Adolfi (1918)
- Heredity, regia di William P.S. Earle (1918)
- Just Sylvia
- Out of the Storm, regia di William Parke (1920)
- The Branding Iron, regia di Reginald Barker (1920)
- Shams of Society, regia di Thomas B. Walsh (1921)